# Bort i qwäljesamma tankar
Bort i qwäljesamma tankar är psalmtext av okänd författare. Psalmen har tolv 8-radiga verser. Den sjungs till samma melodi som psalmen Borrt mit hjerta, som är Petrus Brasks svenska översättning Bort med tanken, sorgsna hjärta 1690 av Paul Gerhardts tyska psalm.

## Publicerad i
- Sions Sånger 1810 som nummer 144 under rubriken "Tröst i Bedröfwelsen".